# Даудов, Арслан Алибекович
Арслан Алибекович Даудов (1 июня 1974) — российский кикбоксер, спортивный судья и тренер, заслуженный тренер России. Старший тренер сборной Дагестана в разделе К-1. Тренер сборной России.

## Спортивная карьера
Работает тренером в махачкалинской СШОР им. Абдуразака Мирзабекова. Арслан Даудов по итогам 2009-2012 годов был признан лучшим тренером России по кикбоксингу в разделе «К-1». 26 марта 2012 года ему было присвоено звание заслуженный тренер России.

## Известные воспитанники
- Мусагаджиев, Закарья Мусагаджиевич — чемпион мира и Европы[6].